# Oranienburg

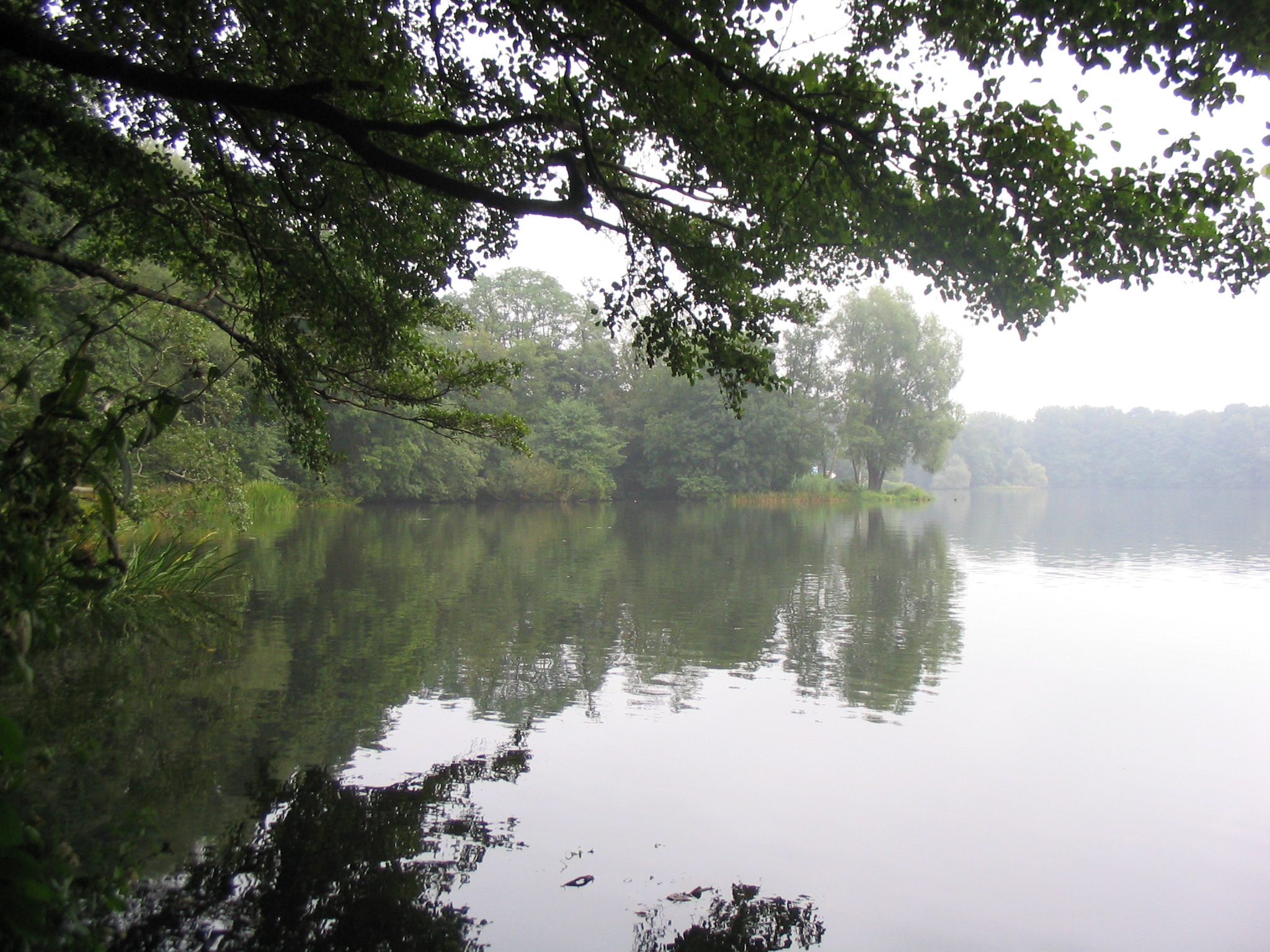
Lehnitzsee

Oranienburg ist eine Stadt im Landkreis Oberhavel im Land Brandenburg. Sie liegt am Oberlauf der Havel wenige Kilometer nördlich der Berliner Stadtgrenze. Die Stadt ist Kreisstadt, ein Mittelzentrum und hat administrativ den Status einer Großen kreisangehörigen Stadt.

## Geographie
Oranienburg liegt im Süden des Landkreises Oberhavel im Verflechtungsraum zu Berlin und gehört zum Naturraum der Zehdenick-Spandauer Havelniederung. Das Stadtzentrum Berlins ist etwa 35 Kilometer entfernt. Oranienburg liegt an der Havel und
dem Oder-Havel-Kanal.
Nachbargemeinden
Unmittelbare Nachbargemeinden sind (von Norden im Uhrzeigersinn): Löwenberger Land, Liebenwalde, Wandlitz (Landkreis Barnim), Mühlenbecker Land, Birkenwerder, Hohen Neuendorf, Velten, Leegebruch, Oberkrämer und Kremmen.

## Stadtgliederung
Die Stadt Oranienburg besteht aus der Kernstadt sowie den Ortsteilen Friedrichsthal, Germendorf, Lehnitz, Malz, Sachsenhausen, Schmachtenhagen, Wensickendorf und Zehlendorf.
Hinzu kommen die Wohnplätze Albertshof, Alte Schäferei, Altstadt, Amalienhof, Anglersiedlung, Annagarten, Annahof, Ausbau Rickbyhl, Ausbau Siedlung, Bernöwe, Dameswalde, Eden, Fichtengrund, Försterei Neuholland, Forsthaus Wensickendorf, Friedenthal, Glashütte, Grabowsee, Kolonie Marx, Kuhbrücke, Lehnitzschleuse, Luisenhof, Neu-Friedrichsthal, Neustadt, Oranienhof, Pinnower Schleuse, Rehmate, Schmachtenhagen-Ost, Schmachtenhagen-Süd, Schmachtenhagen-West, Schmachtenhagener Straße, Schweizerhütte, Siedlung am Rahmer See, Süd, Summter Chaussee, Teerofen, Tiergarten, Tiergartenschleuse, Triftwegsiedlung, Upstall, Weiße Stadt, Wilhelmsthal und Wittenberg.
Eingemeindungen
Seit 1974 fanden auf dem Gebiet der heutigen Stadt Oranienburg drei Gemeindegebietsveränderungen statt. In allen Fällen handelte es sich um Eingemeindungen.
| Wirkungsdatum | Aufgelöste Gemeinden                                                                  | Aufnehmende Gemeinde |
| ------------- | ------------------------------------------------------------------------------------- | -------------------- |
| 1. Apr. 1974  | Bernöwe                                                                               | Schmachtenhagen      |
| 1. Apr. 1974  | Sachsenhausen                                                                         | Oranienburg, Stadt   |
| 26. Okt. 2003 | Friedrichsthal, Germendorf, Lehnitz, Malz, Schmachtenhagen, Wensickendorf, Zehlendorf | Oranienburg, Stadt   |

## Geschichte

### Von den Anfängen bis zum Dreißigjährigen Krieg

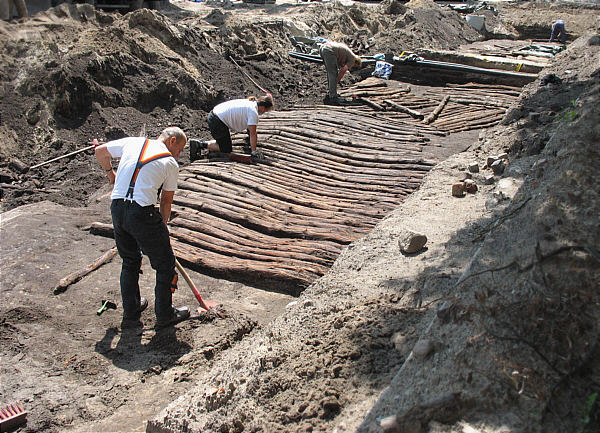
Freilegung eines Knüppeldamms aus dem 16. Jahrhundert (2007)

Archäologische Funde zeigen, dass die Stadt aus einer slawischen Siedlung entstanden ist, die vermutlich den Namen Bochzowe trug. Die deutsche Besiedlung des heutigen Stadtgebietes erfolgte im Zuge der zweiten Ostexpansion im 12. Jahrhundert unter Beibehaltung des alten slawischen Namens. An der Stelle, wo sich heute das Schloss Oranienburg befindet, entstand Anfang des 13. Jahrhunderts eine Burg zum Schutz des Gebietes und der wichtigen Flussüberquerungen. 1216 wurde der Ort als Bothzowe erstmals urkundlich erwähnt, als der Brandenburger Bischof Siegfried II. bei seiner Amtsübernahme dem Brandenburger Domkapitel seine Archidiakonatsrechte bestätigte. Im Jahr 1232 erhielt Bochzowe das Stadtrecht. Die Einwohner der Stadt betrieben Fischfang, Handel mit Fisch und landwirtschaftlichen Erzeugnissen. Aus Bochzowe entstand 1483 der Amtssitz Bötzow. Mit der Eroberung von Gebieten, die weiter östlich der Stadt lagen, verlor die Burg an Bedeutung, und an ihrer Stelle wurde durch den brandenburgischen Kurfürsten Joachim II. ein zweistöckiges Jagdschloss erbaut. Im Dreißigjährigen Krieg wurde Bötzow niedergebrannt und geplündert.

### Wiederaufbau und Erweiterung der Stadt

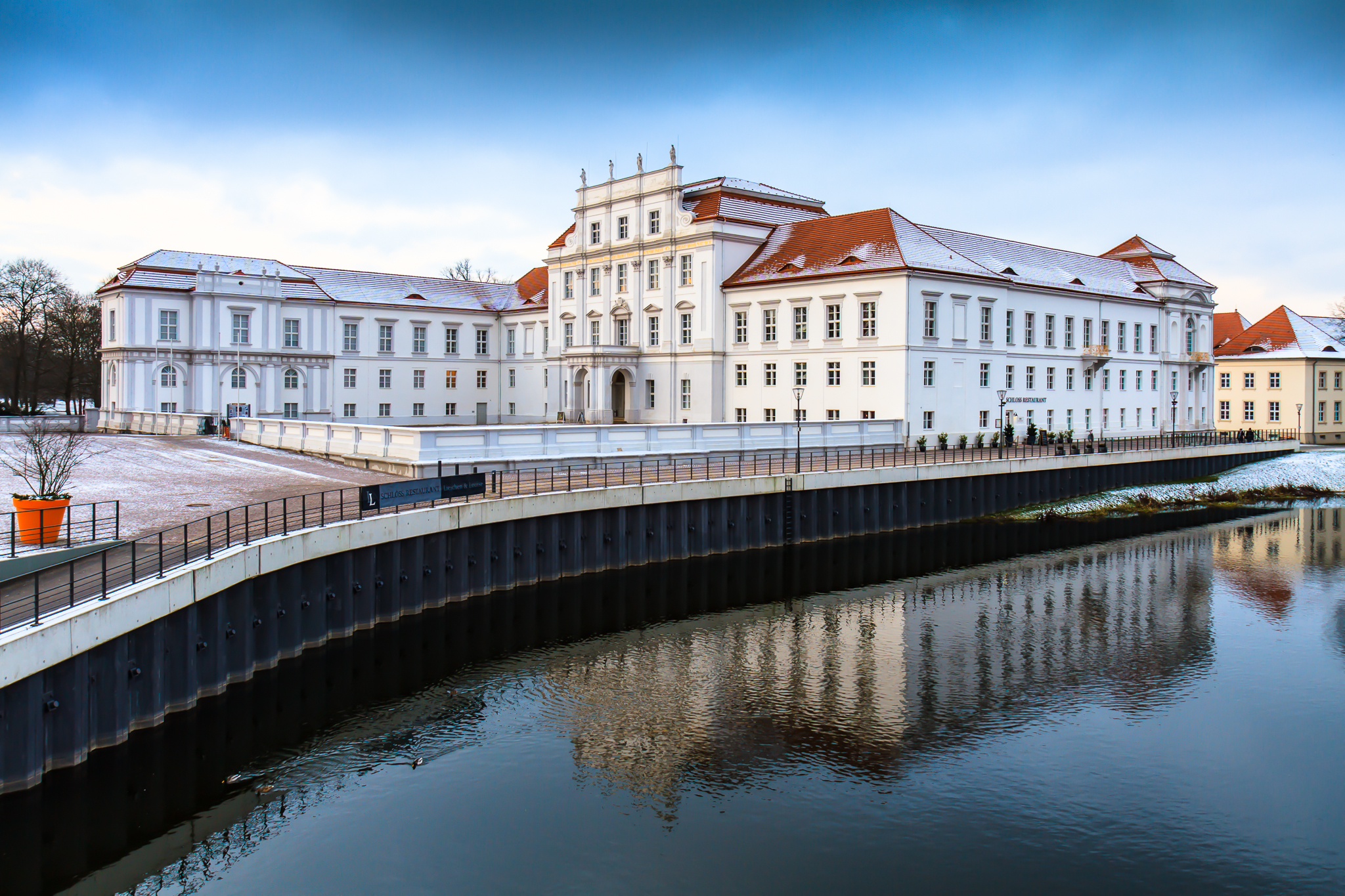
Schloss Oranienburg

Im Jahre 1650 schenkte der brandenburgische Kurfürst Friedrich Wilhelm seiner Frau Louise Henriette von Oranien die Domäne Bötzow „mit allen dazugehörigen Dörfern, Äckern, Vorwerken, Schäfereien, Mühlen, Triften, Weiden, Fischereien in der Havel, den Seen und den Karpfenteichen“. 1652 wurde in Bötzow ein Schloss im holländischen Stil errichtet, das den Namen Oranienburg erhielt. Hier richtete Louise Henriette 1663 das erste europäische Porzellankabinett ein. Der Schlossname wurde auch auf die Stadt übertragen. Der alte Name Bötzow wiederum wurde 1694 dem nahe gelegenen, bis dahin Cotzebant benannten Ort neu verliehen. Eine Schwester von Louise Henriette, der Namenspatronin der Stadt Oranienburg, war Henriette Catharina von Oranien. Sie heiratete Johann Georg II. von Anhalt-Dessau und ließ ab 1683 das heutige Schloss Oranienbaum erbauen, aus dem sich das Städtchen Oranienbaum im heutigen Sachsen-Anhalt entwickelte. Mit Unterstützung von niederländischen Fachleuten und Glaubensflüchtlingen (Hugenotten, Salzburger, Juden) ließ die Kurfürstin in und um Oranienburg Musterwirtschaften nach niederländischem Vorbild anlegen. Sie schuf damit eine wesentliche Voraussetzung für die rasante Entwicklung Brandenburg-Preußens. Aus der Ehe des Großen Kurfürsten mit Louise Henriette ging Kurfürst Friedrich III. hervor, der das Schloss zum Gedenken an seine geliebte Mutter verschönern und erweitern ließ. 1701 begründete er als Friedrich I. das Königreich Preußen. Nachdem das Schloss den Sparzwängen des „Soldatenkönigs“ Friedrich Wilhelm I. geopfert werden musste, zog mit Prinz August Wilhelm, einem Bruder des kinderlosen Friedrichs des Großen und Vater des Preußenkönigs Friedrich Wilhelm II., noch einmal höfischer Glanz in Oranienburg ein. Theodor Fontane berichtet in seinen Wanderungen durch die Mark Brandenburg ausführlich und anschaulich von der wechselvollen Geschichte Oranienburgs.
Zur Klärung des genauen Stadtjubiläums, das 1902 begangen werden sollte, hatte die Stadt eine Kommission gegründet. Diese kam nach dem Studium verschiedener Dokumente jedoch zu der Auffassung, dass kein genaueres Datum festzulegen ist. Deshalb gab es 1902 keine Feier zum 250-jährigen Stadtjubiläum.

### Industrialisierung

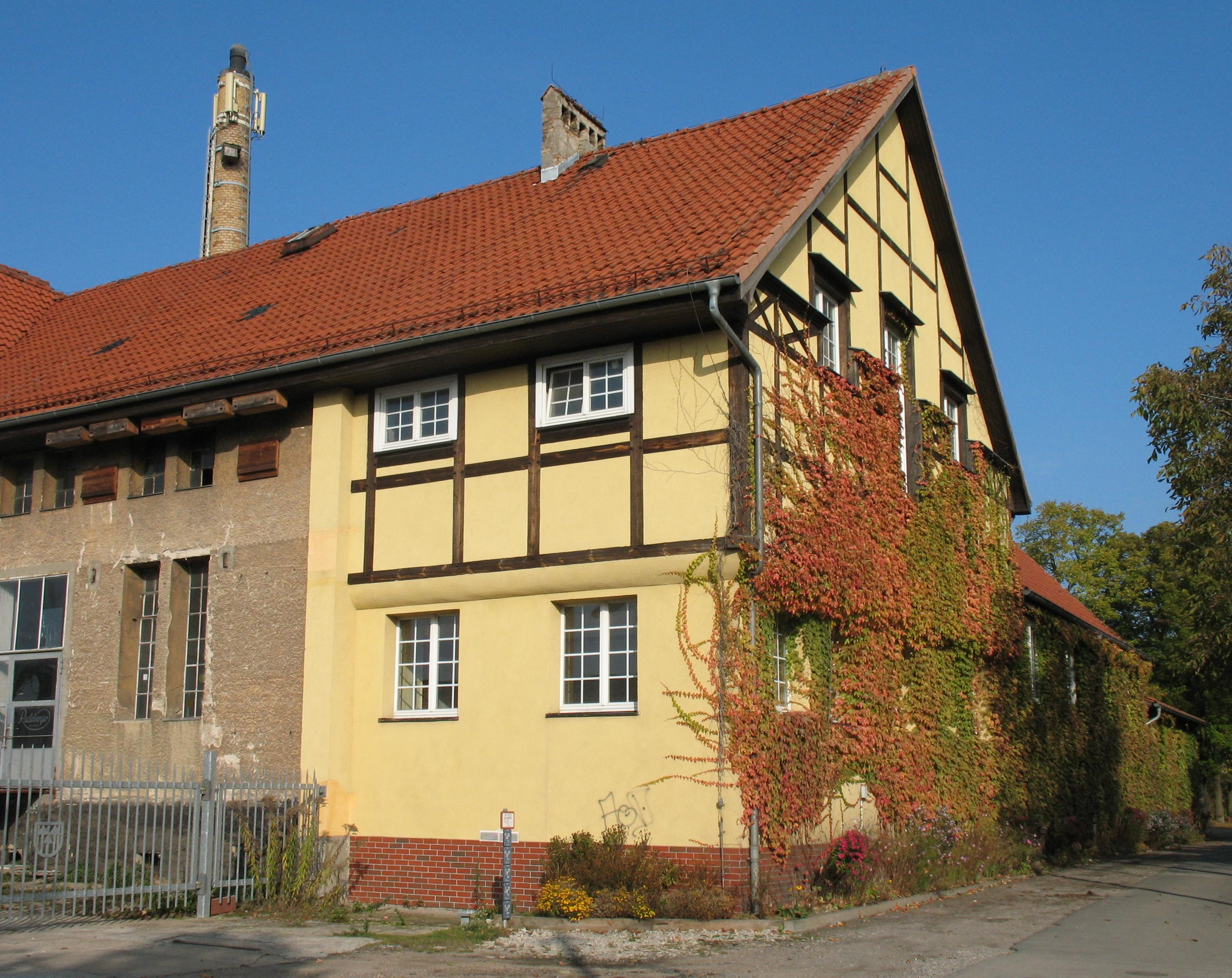
Ehemalige Mosterei in Eden

1802 wurde das Schloss an den Apotheker Johann Gottfried Hempel mit der Verpflichtung verkauft, eine Baumwollweberei zu errichten. Der Krieg gegen Frankreich brachte die Baumwollfabrikation 1807 zum Erliegen. 1814 wurde im Schloss eine Schwefelsäurefabrik errichtet, die als erste in Preußen nach dem Bleikammerverfahren produzierte. 1833 entdeckte Friedlieb Ferdinand Runge im Steinkohlenteer das Anilin und die Karbolsäure, 1835 wurden in der Fabrik die ersten Stearinkerzen hergestellt, 1840 die ersten Paraffinkerzen. 1848 wurde die Produktionsstätte aus dem Schloss auf das Mühlenfeld verlagert. Im nach einem Brand renovierten Schloss wurde 1861 ein evangelisches Lehrerseminar eröffnet, das bis 1926 betrieben wurde.
Am 10. Juli 1877 erhielt Oranienburg eine Bahnstation der neu eröffneten Berliner Nordbahn Berlin–Stralsund. Am 28. Mai 1893 gründeten 18 Berliner Vegetarier im Westteil der Stadt die erste vegetarische Siedlung in Deutschland: die „Vegetarische Obstbaukolonie Eden GmbH“, in der auch der Geldreformer Silvio Gesell viele Jahre lebte und schließlich auch starb. Der Bau des Oder-Havel-Kanals von 1906 bis 1912 belebte das wirtschaftliche Leben in der Stadt. 1912 wurde durch die Firma Heintze & Blanckertz eine erste Fabrik für Stahlfedern errichtet. Das daraus entstandene Kaltwalzwerk Oranienburg, das bis zu 7000 Mitarbeiter beschäftigte, wurde nach 1989 von der Fa. Krupp aufgekauft und geschlossen. Das damals modernste Werk wurde an China verkauft.

### Zeit des Nationalsozialismus

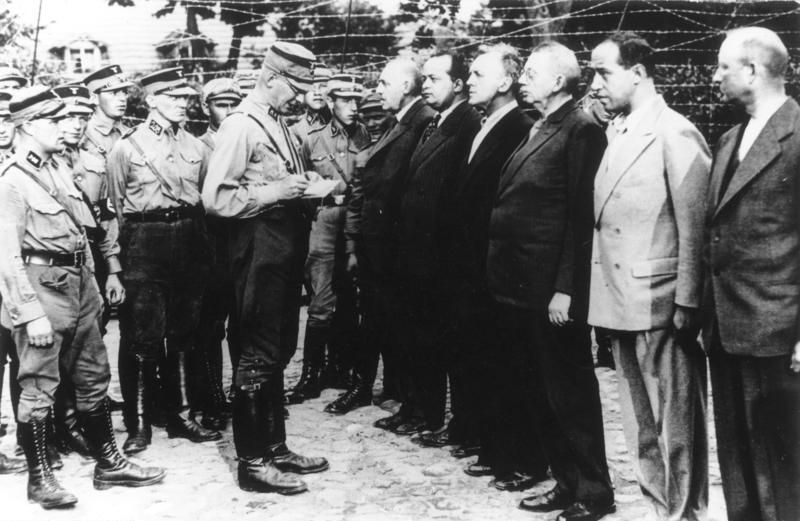
Häftlinge und Bewacher im KZ Oranienburg

Am 21. März 1933 richtete die SA in einer alten Brauerei für die Inhaftierung von Gegnern des nationalsozialistischen Regimes aus Brandenburg und der Reichshauptstadt Berlin das KZ Oranienburg als erstes Konzentrationslager in Preußen ein. Mehr als 3000 Häftlinge waren dort bis Juli 1934 inhaftiert, mindestens 16 von ihnen starben. Im Juli 1936 wurde von der SS auf den Gemarkungen der Stadt Oranienburg und der selbständigen Gemeinde Sachsenhausen auf einem bewaldeten Areal von zunächst 80 Hektar mit dem Konzentrationslager Sachsenhausen der erste große KZ-Komplex errichtet. Im Krieg wurde das Lager bis zu einer Größe von ca. 400 Hektar erweitert. In der Nähe des Hauptlagers, am Hohenzollern-Kanal, befand sich das Außenlager Klinkerwerk Oranienburg, in dem Ziegel- und Natursteine für den Umbau Berlins zur Reichshauptstadt Germania von den KZ-Häftlingen produziert oder bearbeitet werden mussten.
Oranienburg wurde während des Krieges stark durch Fliegerbomben geschädigt. Das ist auf die kriegswichtigen Werke in der Stadt zurückzuführen. Es gab hier zum einen die Auerwerke, die sich auf dem Gelände der heutigen Wohnsiedlung am Lindenring und am Bahnhof bis zur Havel erstreckten, und die Heinkel-Werke, von denen nur noch die sanierte Werkssiedlung Weiße Stadt und Teile des Werksflugplatzes im Süden der Stadt existieren.
Radioaktivität
Durch die Explosionskraft der Bomben, welche die Produktionsstätten der Auerwerke zerstörten, kam es zur Freisetzung und Verteilung des dort verarbeiteten radioaktiven Materials Thorium232, sowie Uran238.
Das Thorium wurde unter anderem zur Herstellung von Glühstrümpfen sowie der radioaktiven Zahnpasta Doramad verwendet.
Ebenso waren die Auerwerke beteiligt am Uranprojekt. 1944 beauftragte das Heereswaffenamt die Auerwerke in Oranienburg aus Natururan chemisch reine Uranwürfel herzustellen.
Infolge des Bombenangriffs der Amerikaner am 15. März 1945 wurden rund 70 % der Stadt zerstört. Dabei verteilten die detonierenden Sprengbomben auch das radioaktive Material. Erschwerend kam hinzu, dass in Oranienburg nicht nur die Auerwerke Thorium-Glühstrümpfe bzw. Gas-Glühkörper herstellten, sondern auch die Firma Goetschke AG.
Oranienburg ist seitdem bundesweit der radioaktiv am meisten belastete Ort. In Bodennähe kann eine Strahlung von teilweise 17 Mikrosievert gemessen werden, was etwa 170 mal höher ist als die normale Hintergrundstrahlung.

### Deutsche Demokratische Republik
Das Gelände der ehemaligen Heinkel AG, der zugehörige Werksflugplatz und Teile der ehemaligen Werkssiedlung Weiße Stadt wurden von der Roten Armee besetzt und von der Gruppe der Sowjetischen Streitkräfte in Deutschland bis zu ihrem Abzug 1994 genutzt.
Im August 1945 wurde das sowjetische Speziallager Nr. 7 von Weesow auf einen Teil des Geländes des ehemaligen KZ Sachsenhausen verlegt. Dort internierte die sowjetische Besatzungsmacht auf der Grundlage alliierter Beschlüsse zum automatischen Arrest vor allem Mitglieder und Funktionäre der NS-Bewegung und des NS-Staates, unter ihnen auch viele Angehörige verbrecherischer Organisationen des „Dritten Reichs“. Zunehmend sperrte der sowjetische Geheimdienst in einem eigens von den „Internierten“ getrennten Bereich auf demselben Gelände auch Menschen ein, die von sowjetischen Militärtribunalen verurteilt worden waren. Vor allem unter ihnen befanden sich auch Personen, die sich aus politischen oder sonstigen Gründen tatsächlich oder vermeintlich gegen die sowjetische Besatzungsherrschaft aufgelehnt hatten. Von den insgesamt 60.000 Inhaftierten, unter ihnen auch Frauen, Jugendliche und sogar Kinder, starben bis 1950, dem Jahr der Schließung des Lagers, 12.000 aufgrund von Hunger und Seuchen sowie an den Folgen katastrophaler Haftbedingungen.
Am 23. April 1952 wurde Oranienburg die Kreisstadt des neu gebildeten gleichnamigen Kreises im DDR-Bezirk Potsdam. Seit dem 1. April 1974 gehört Sachsenhausen zur Stadt Oranienburg.
Während des Kalten Krieges waren in Oranienburg verschiedene militärische Einheiten, Verbände und Einrichtungen stationiert. Ende der 1980er Jahre gehörten dazu beispielsweise das Motorisierte Schützenregiment 1 „Hans Beimler“ der Nationalen Volksarmee der DDR und das Grenzausbildungsregiment 40 „Hans Coppi“ der Grenztruppen der DDR sowie das 239. Selbstständige Hubschrauberregiment der sowjetischen Westgruppe der Truppen.

### Seit der Wiedervereinigung
Mit der Kreisgebietsreform von 1993 wurde Oranienburg Kreisstadt des neuen Landkreises Oberhavel, in dem die Landkreise Oranienburg und Gransee aufgingen. Im Juni 1994 zogen die Einheiten und Verbände der ehemals sowjetischen und nunmehr russischen Westgruppe der Truppen aus Oranienburg ab.
Im Zuge des Zusammenbruchs der DDR und der Wiedervereinigung Deutschlands wurden viele Betriebe geschlossen, und viele Arbeitsplätze gingen verloren. Es konnten aber auch etliche Unternehmen umstrukturiert und weitergeführt und neues Gewerbe angesiedelt werden. Wohnviertel wurden neu gebaut und grundlegend saniert, Straßen, Fuß- und Radwege neu angelegt. Eine Mischung aus alten und neuen Wohn- und Geschäftshäusern prägt das historisch gewachsene Stadtbild. So wurden z. B. nach dem Abzug der sowjetischen Truppen die Häuser der Weißen Stadt saniert, und es entstand eine ruhige Wohngegend.
Am 26. Oktober 2003 wurden Friedrichsthal, Germendorf, Lehnitz, Malz, Schmachtenhagen, Wensickendorf und Zehlendorf eingemeindet. Durch die Eingemeindung von Lehnitz wurde Oranienburg Standort der Bundeswehr, bis das Panzerartilleriebataillon 425 zum 30. Juni 2006 aufgelöst und die militärische Nutzung der Märkischen Kaserne endete. Am 23. September 2008 erhielt die Stadt den von der Bundesregierung verliehenen Titel Ort der Vielfalt.
2007 gab es Planungen für die Errichtung einer Chinatown in Oranienburg. Sie bezogen unter diesem Namen auch Aktivitäten und mögliche Bewohner mit anderem asiatischen Hintergrund mit ein. Diese Planungen wurden jedoch 2008 aus wirtschaftlichen Gründen und der als zu groß empfundenen Entfernung zum Zentrum Berlins aufgegeben.

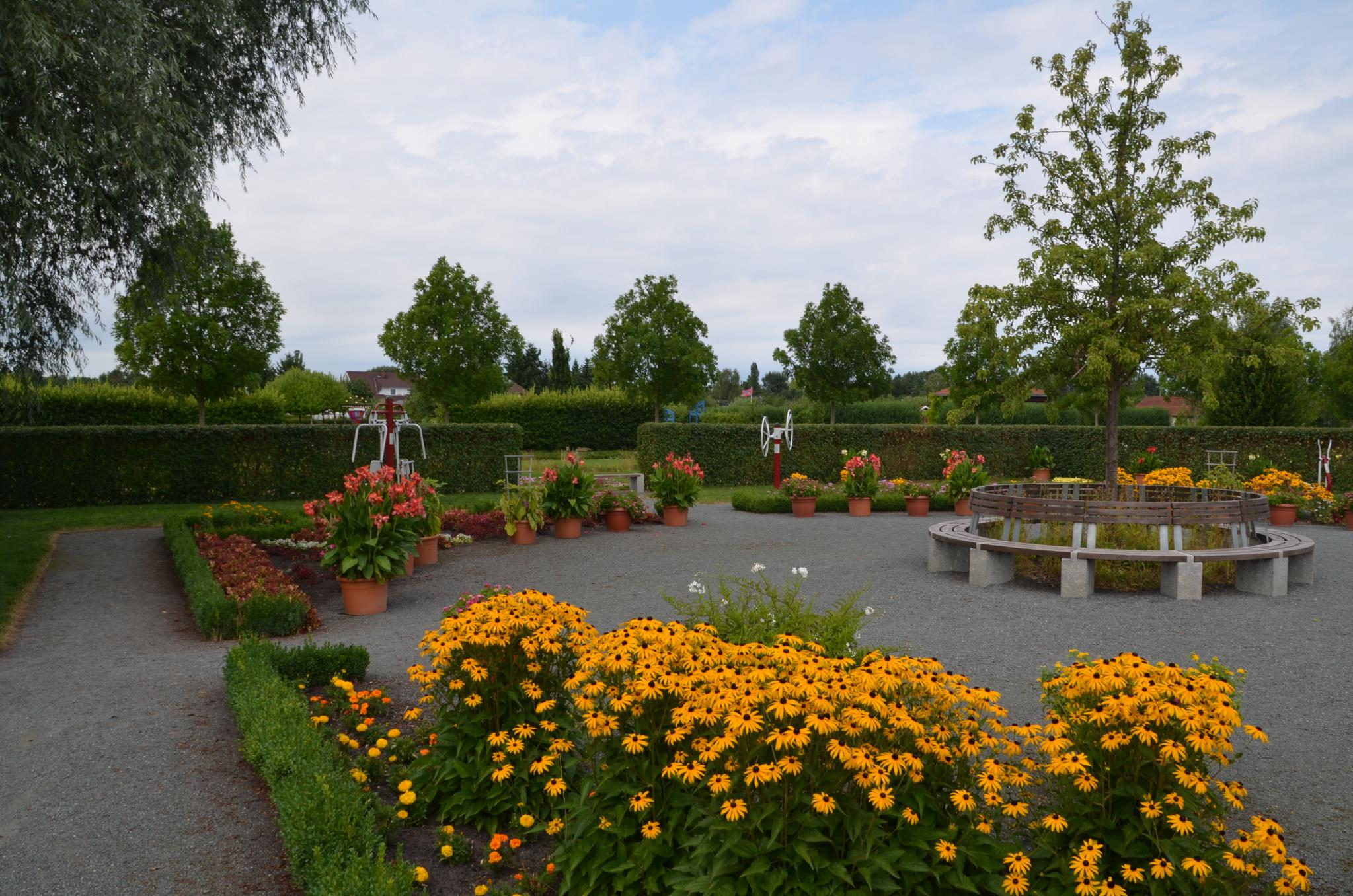
Landesgartenschau 2009 in Oranienburg

Oranienburg richtete 2009 unter dem Titel Traumlandschaften einer Kurfürstin die vierte brandenburgische Landesgartenschau aus. Sie lief vom 25. April bis zum 18. Oktober 2009. Das zentrale Projekt zur Vorbereitung war die Umgestaltung der Militärbrache hinter dem Schloss in eine Parkanlage und damit die Wiederherstellung des Schlossparks. Dazu wurden u. a. ein neuer Schlosshafen und eine Havelpromenade angelegt. Zusätzlich wurde die Straßenführung der Hauptstraße geändert und die bis 1901 genutzte Brückentrasse mit einer neu gebauten Schlossbrücke wiederhergestellt. So erhielt der Schlossplatz seine zentrale Bedeutung für die Stadt zurück. Gleichzeitig wurde mit dem Bau der Nehringstraße zwischen Schloss und Landratsamt eine bisher fehlende dritte Achse geschaffen und damit dem barocken Stadtgrundriss Rechnung getragen. Die Stadt Oranienburg kaufte zahlreiche Ruinengrundstücke und Liegenschaften an, um die städtebaulichen Missstände zu beseitigen. Durch diese Maßnahmen wurde die historische Mitte Oranienburgs städtebaulich erheblich umgestaltet und nachhaltig aufgewertet. Neben der Stadtverwaltung beherbergt das sanierte Schloss inzwischen ein Museum der Stiftung Preußische Schlösser und Gärten Berlin-Brandenburg und das Regionalmuseum des Landkreises Oberhavel.
Gedenkstätte und Museum Sachsenhausen wurden seit 1993 von der Stiftung Brandenburgische Gedenkstätten in großem Umfang saniert und modernisiert. Mit über 700.000 Besuchern jährlich ist sie inzwischen nach Auschwitz und Dachau die drittgrößte KZ-Gedenkstätte. In 13 über das gesamte Gedenkstättengelände verteilten Dauerausstellungen, die sich fast alle in original erhaltenen Gebäuden befinden, wird die Geschichte der Konzentrationslager Oranienburg und Sachsenhausen sowie die Geschichte des sowjetischen Speziallagers und der Nationalen Mahn- und Gedenkstätte der DDR mit zahlreichen originalen Artefakten, Dokumenten und mithilfe verschiedener Medien veranschaulicht. Eine pädagogische Abteilung bietet Projekte, Führungen und einen audioguide an, auch Archiv und Bibliothek sind den Besuchern zugänglich. In zahlreichen von der Gedenkstätte herausgegebenen Publikationen, darunter auch verschiedene interaktive Medien, können die Besucher ihre Kenntnisse bei Interesse vertiefen.
An der Berliner Straße wurde im Zusammenhang mit der Landesgartenschau ein Wohnblock, die sogenannte Schallmauer, abgerissen. Dort entstand ein kleiner Park, um die Aufenthaltsqualität in der Mittelstadt weiter zu verbessern. Der Park nimmt inhaltlich und gestalterisch auf das erste deutsche Hörspiel im Rundfunk Bezug. Es behandelte die Rettung von Teilnehmern der gescheiterten Nordpolexpedition Umberto Nobiles mit dem Luftschiff Italia und stammt von Friedrich Wolf, der seine letzten Lebensjahre im Oranienburger Ortsteil Lehnitz verbrachte.
Wegen der außerordentlich intensiven Bombardierung Oranienburgs im Zweiten Weltkrieg müssen bis heute jedes Jahr mehrere Blindgänger – davon über die Hälfte mit chemischen Langzeitzündern (LZZ) – geborgen werden. 2012 wurden noch rund 300 mit LZZ versehene Sprengbomben im Boden des bewohnten Stadtgebiets vermutet. Nach über 70 Jahren Verweildauer im Erdreich werden Selbstdetonationen aufgrund von Alterungsprozessen des Auslösemechanismus immer wahrscheinlicher. Die Bundesregierung lehnte die Bitten des Landes Brandenburg um finanzielle Unterstützung zur Räumung der Sprengbomben bislang ab. Obwohl Oranienburg bundesweit die einzige Stadt ist, die systematisch nach Blindgängern sucht, wird nach dem aktuellen Stand der Finanzierung der Oranienburger Boden erst etwa nach dem Jahr 2070 von Blindgängern bereinigt sein. Nahe der Friedenthaler Schleuse wurden 2022 zwei amerikanische Blindgänger von je 250 kg in 10 m Tiefe gefunden, deren Entschärfung damit verbunden ist, dass 2800 Einwohner für die Zeit der Entschärfung ihre Wohnungen verlassen müssen.

## Bevölkerungsentwicklung
| Jahr | Einwohner |
| ---- | --------- |
| 1875 | 04 793    |
| 1890 | 06 643    |
| 1910 | 12 949    |
| 1925 | 14 759    |
| 1933 | 17 120    |
| 1939 | 29 232    |

| Jahr | Einwohner |
| ---- | --------- |
| 1946 | 18 633    |
| 1950 | 18 735    |
| 1964 | 20 243    |
| 1971 | 20 381    |
| 1981 | 26 369    |
| 1985 | 28 453    |

| Jahr | Einwohner |
| ---- | --------- |
| 1990 | 28 693    |
| 1995 | 28 446    |
| 2000 | 29 872    |
| 2005 | 41 115    |
| 2010 | 41 810    |
| 2015 | 43 526    |

| Jahr | Einwohner |
| ---- | --------- |
| 2020 | 45 492    |
| 2021 | 46 555    |
| 2022 | 48 096    |
| 2023 | 48 844    |
| 2024 | 49 122    |

Gebietsstand des jeweiligen Jahres, Einwohnerzahl: Stand 31. Dezember (ab 1991), ab 2011 auf Basis des Zensus 2011, ab 2022 auf Basis Zensus 2022
Die Zunahme der Einwohnerzahl 2005 ist auf die Eingliederung mehrerer Gemeinden im Jahr 2003 zurückzuführen.

## Religion

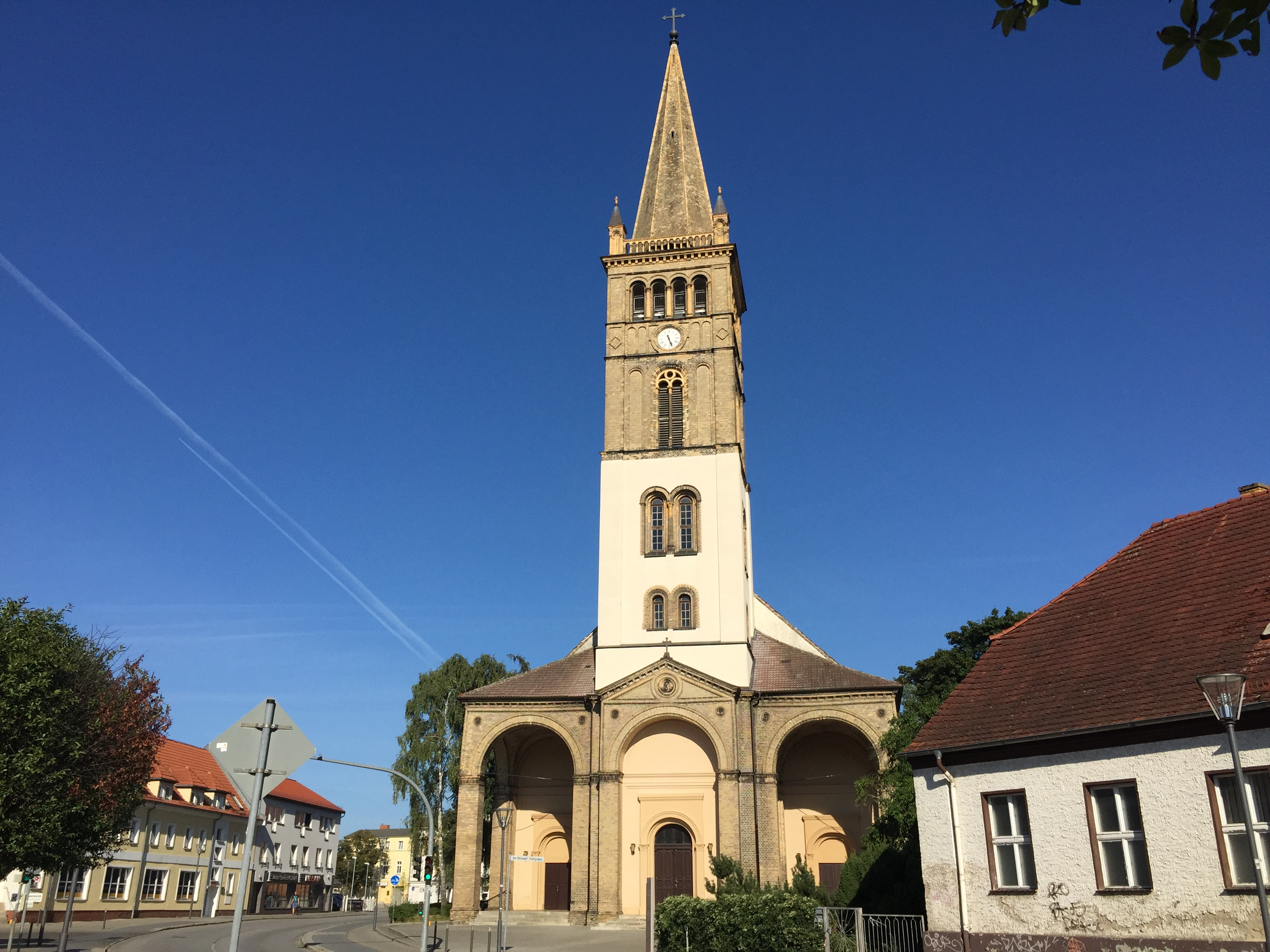
St.-Nicolai-Kirche in Oranienburg

Insgesamt finden sich laut Website der Stadt in Oranienburg mindestens elf verschiedene Religionsgemeinden.

### Christentum
Neben der evangelischen Gemeinde, deren Gotteshaus die St.-Nicolai-Kirche ist, sind die römisch-katholische Kirche mit der Herz-Jesu-Kirche, die Siebenten-Tags-Adventisten mit dem Adventhaus in der Martin-Luther-Straße, die Evangelisch-methodistische Kirche in der Julius-Leber-Straße sowie weitere Freikirchen in Oranienburg vertreten. Darüber hinaus bestehen in Oranienburg eine Neuapostolische Kirche in der Erzbergerstraße und der Königreichssaal der Zeugen Jehovas im Ortsteil Sachsenhausen, Clara-Zetkin-Straße.
Als junger Pfarrer wirkte der spätere Landesbischof Kurt Scharf zu Beginn der Zeit des Nationalsozialismus als Gemeindepfarrer in der damals noch eigenständigen Gemeinde Sachsenhausen. Als engagierter Christ der Bekennenden Kirche setzte er sich schützend für jüdische Mitbürger und Häftlinge des nahe gelegenen Konzentrationslagers ein. Auch den Mitbegründer des Pfarrernotbundes, aus dem die Bekennende Kirche hervorging, Pfarrer Martin Niemöller, der von 1938 bis 1941 als „persönlicher Gefangener Hitlers“ im „Zellenbau“ des KZ Sachsenhausen inhaftiert war, konnte er einmal besuchen.

### Judentum
Seit einigen Jahren gibt es in Oranienburg wieder eine kleine lebendige jüdische Gemeinde. Die Gemeinde Wiedergeburt unterhält im Zentrum Oranienburgs ein Gemeindehaus, das als Bethaus, Begegnungsstätte und Verwaltung fungiert. Nachdem die Stadt Oranienburg der jüdischen Gemeinde nach der ihrerseitigen jahrzehntelangen Obhut den gut erhaltenen jüdischen Friedhof zurückgegeben hat, wurde nach einer mehr als 60-jährigen Unterbrechung inzwischen wieder eine Beisetzung durchgeführt.
Die Synagoge, auch Bethaus genannt, von 1848 (wozu auch Schule, Lehrerwohnung und Mikwe gehörten) in der Havelstraße 6 wurde genau ein Jahrhundert nach der Einweihung beim Novemberpogrom 1938 von SA-Männern zerstört. Am 6. März 1944 zerstörte ein Luftangriff die baulichen Reste komplett. Inzwischen hat die jüdische Gemeinde eine neue kleine Synagoge in der Sachsenhausener Straße 2 errichten können.
W. Michael Blumenthal, ehemaliger US-amerikanischer Finanzminister und langjähriger Direktor des Jüdischen Museums Berlin, wurde 2000 durch seine Geburtsstadt Oranienburg die Ehrenbürgerwürde verliehen.

## Politik

### Stadtverordnetenversammlung
Die Stadtverordnetenversammlung von Oranienburg besteht aus 40 Stadtverordneten und dem hauptamtlichen Bürgermeister. Die Kommunalwahl am 9. Juni 2024 führte zu folgendem Ergebnis (mit Vergleichszahlen der vorigen Wahl):
| Partei / Wählergruppe | Stimmenanteil 2019 | Sitze 2019 |        | Stimmenanteil 2024 | Sitze 2024 |
| AfD                   | 17,1 %             | 6          | 28,5 % | 11                 |            |
| SPD                   | 20,3 %             | 7          | 20,2 % | 8                  |            |
| CDU                   | 17,5 %             | 6          | 19,3 % | 8                  |            |
| Die Linke             | 14,7 %             | 5          | 07,3 % | 3                  |            |
| FW Oberhavel          | 07,3 %             | 3          | 06,1 % | 3                  |            |
| Grüne                 | 10,9 %             | 4          | 06,0 % | 3                  |            |
| FDP                   | 06,7 %             | 3          | 05,6 % | 2                  |            |
| Die PARTEI            | 03,6 %             | 1          | 03,5 % | 1                  |            |
| Piratenpartei         | 02,0 %             | 1          | 03,4 % | 1                  |            |
| Insgesamt             | 100 %              | 36         | 100 %  | 40                 |            |

### Bürgermeister
- 1990–1991: Udo Semper (parteilos)
- 1991–1994: Wolfgang Arps (SPD)
- 1994–2018: Hans-Joachim Laesicke (SPD)[29]
- seit 2018: Alexander Laesicke (parteilos)

Alexander Laesicke  wurde in der Bürgermeisterstichwahl am 15. Oktober 2017 mit 55,8 % der gültigen Stimmen für eine achtjährige Amtszeit gewählt. Er trat sein Amt am 8. Januar 2018 an und folgte damit seinem Vater nach, der seit Januar 1994 im Amt war.

### Wappen
| Wappen von Oranienburg | Blasonierung: „In Silber aus grünem Rasen wachsend ein grüner Eichbaum mit acht Blättern und vier goldenen Früchten; rechts vom Stamm schwebend ein linksgewendeter gekrümmter roter Fisch.“ |
| Wappen von Oranienburg | Wappenbegründung: Das Wappen entstammt dem Bötzower Wappen von 1548. Darauf sind die Gerechtsame (Gerechtigkeiten, Rechte) der alten Bötzower dargestellt: ein waagerechter roter Fisch mit schwarzen Schuppen, der auf die Fischereigerechtigkeit hinweist (freie Fischerei auf der Havel zwischen Ruppiner und Lehnitzer Dosse); sechs gekreuzte Schilfrohrkolben für das Recht, das Rohr im See zu schneiden (freie Rohrnutzung für das Decken der Dächer); einen Eichenbaum auf grüner Wiese, der die freie Holzung, Mast und Weide versinnbildlicht, wobei Mastgerechtigkeit in der mittelalterlichen Schweinezucht bedeutete, dass die Schweine in die großen Wälder getrieben werden durften. Das neue, heute gültige Wappen ohne Rohrkolben, mit goldenen Eicheln, offenbar als Schmuck des Baumes, erhielt die Stadt 1937. Das Wappen wurde am 26. Februar 1993 durch das Ministerium des Innern genehmigt. |

### Flagge
„Die Flagge ist Rot - Weiß (1:1) gestreift und mittig mit dem Stadtwappen belegt.“

### Dienstsiegel
Das Dienstsiegel zeigt das Wappen der Stadt mit der Umschrift STADT ORANIENBURG • LANDKREIS OBERHAVEL.

### Städtepartnerschaften
Oranienburg unterhält Städtepartnerschaften zu
- Bagnolet (Frankreich), seit 1964
- Mělník (Tschechien), seit 1974
- Hamm (Deutschland), seit 1990
- Vught (Niederlande), seit 2000
- Friedrichsthal (Saar) (Deutschland), seit 2003 (bereits seit 1991 Partnerstadt von Friedrichsthal – Partnerschaft bei der Eingemeindung 2003 von Oranienburg übernommen)
- Kfar Jona (Israel), seit 2021[36]

## Sehenswürdigkeiten und Kultur

### Bauwerke

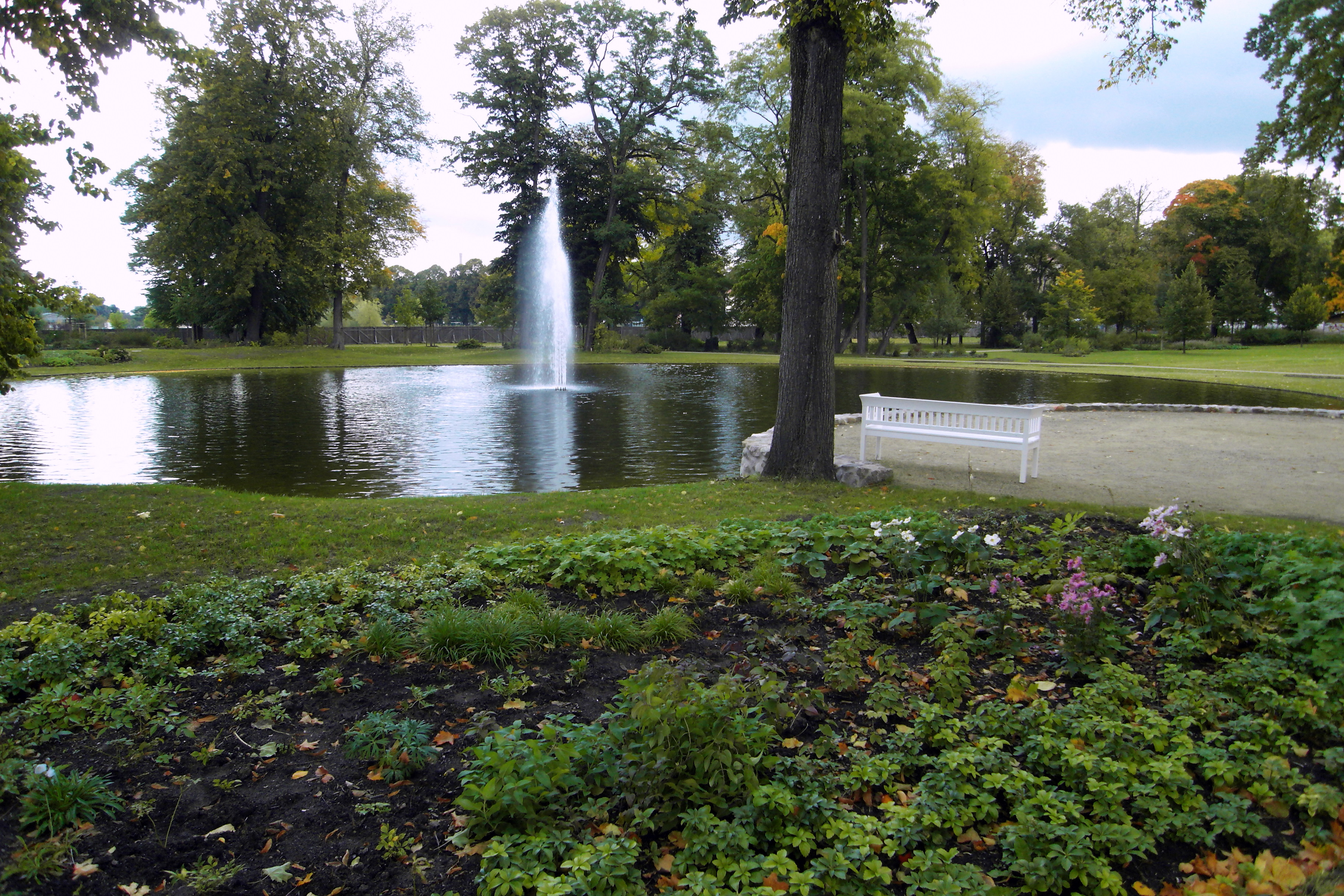
Schlossparkteich Oranienburg

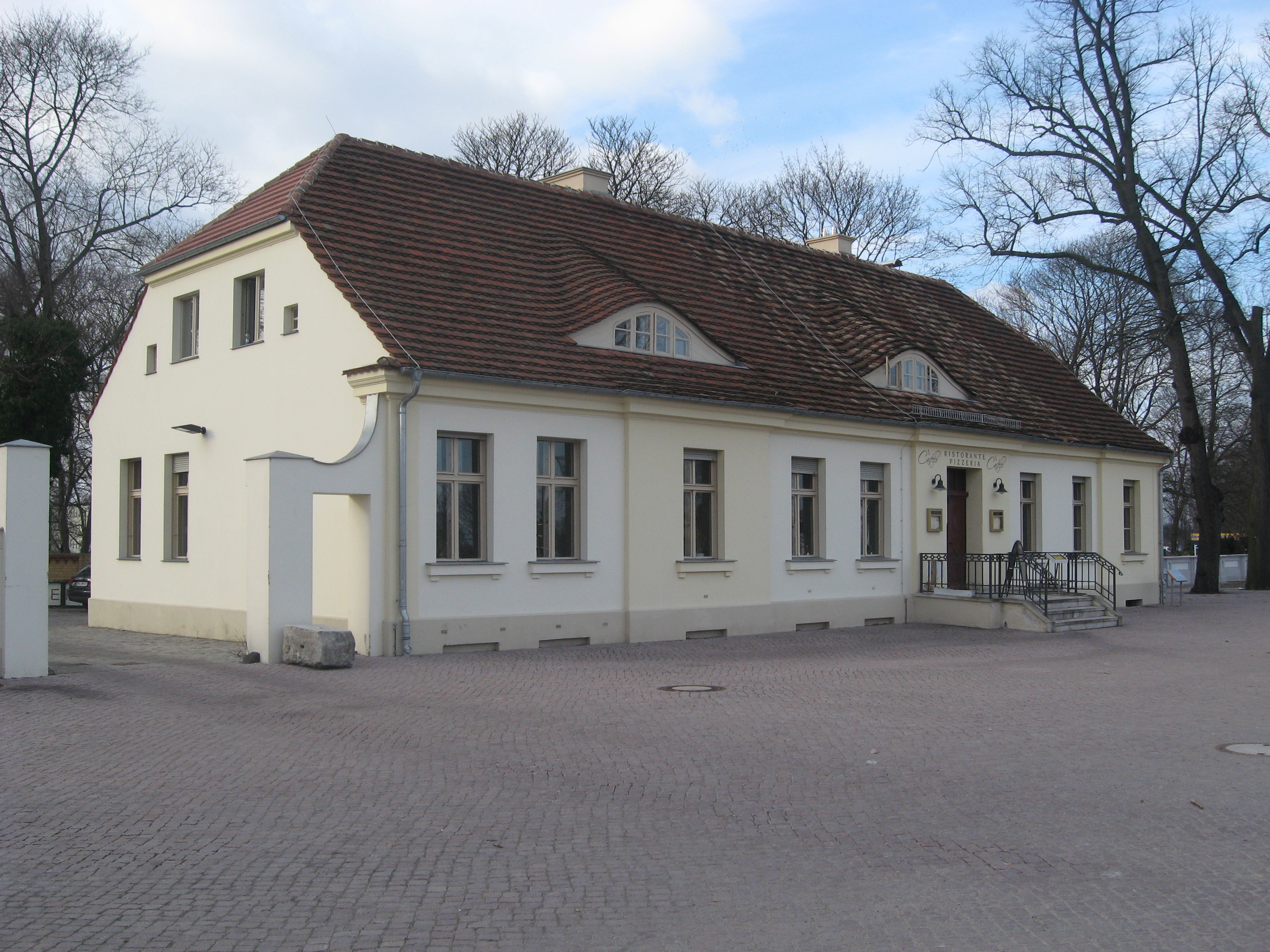
Blumenthalsches Haus

siehe auch: Liste der Baudenkmale in Oranienburg
- Schloss Oranienburg mit Park, Museum und Orangerie
- Evangelische St.-Nicolai-Kirche, erbaut im neuromanischen Stil von Friedrich August Stüler, nach Zerstörung im Zweiten Weltkrieg wieder aufgebaut. Dort auch Denkmal von 1985 zur Erinnerung an die Opfer des KZ Sachsenhausen in selbstkritischem Rückblick auf die eigene Kirchengeschichte der „Deutschen Christen“; sowie das Triptychon „Wende-Altar“, Gemälde (1994) von Brunolf Metzler (* 1940).
- Römisch-katholische Herz-Jesu-Kirche an der Ecke Augustin-Sandtner-Straße/Emil-Polesky-Straße; mit Gedenkstätte für die Opfer des KZ Sachsenhausen an der Stirnwand des Kirchenraums, 1984 entstanden auf Veranlassung von Papst Johannes Paul II. nach einer Pilgerfahrt von DDR-Bürgern nach Rom
- Ehemaliges Waisenhaus an der St.-Nicolai-Kirche (gestiftet von Louise Henriette von Oranien)
- Blumenthalsches Haus, Schlossplatz (ehemaliges Hofgärtnerhaus)[37]
- Amtshauptmannshaus (1657) neben dem Schloss (ehemaliges Kreismuseum)

### Denkmäler
- Louise-Henriette-Denkmal von Wilhelm Wolff (1858), Schlossplatz
- Skulptur des ersten Oranienburger Amtshauptmanns, Otto Reichsfreiherr von Schwerin, Schlossplatz
- „Die Anklagende“, Plastik von Fritz Cremer, Schlossplatz

### Gedenkstätten

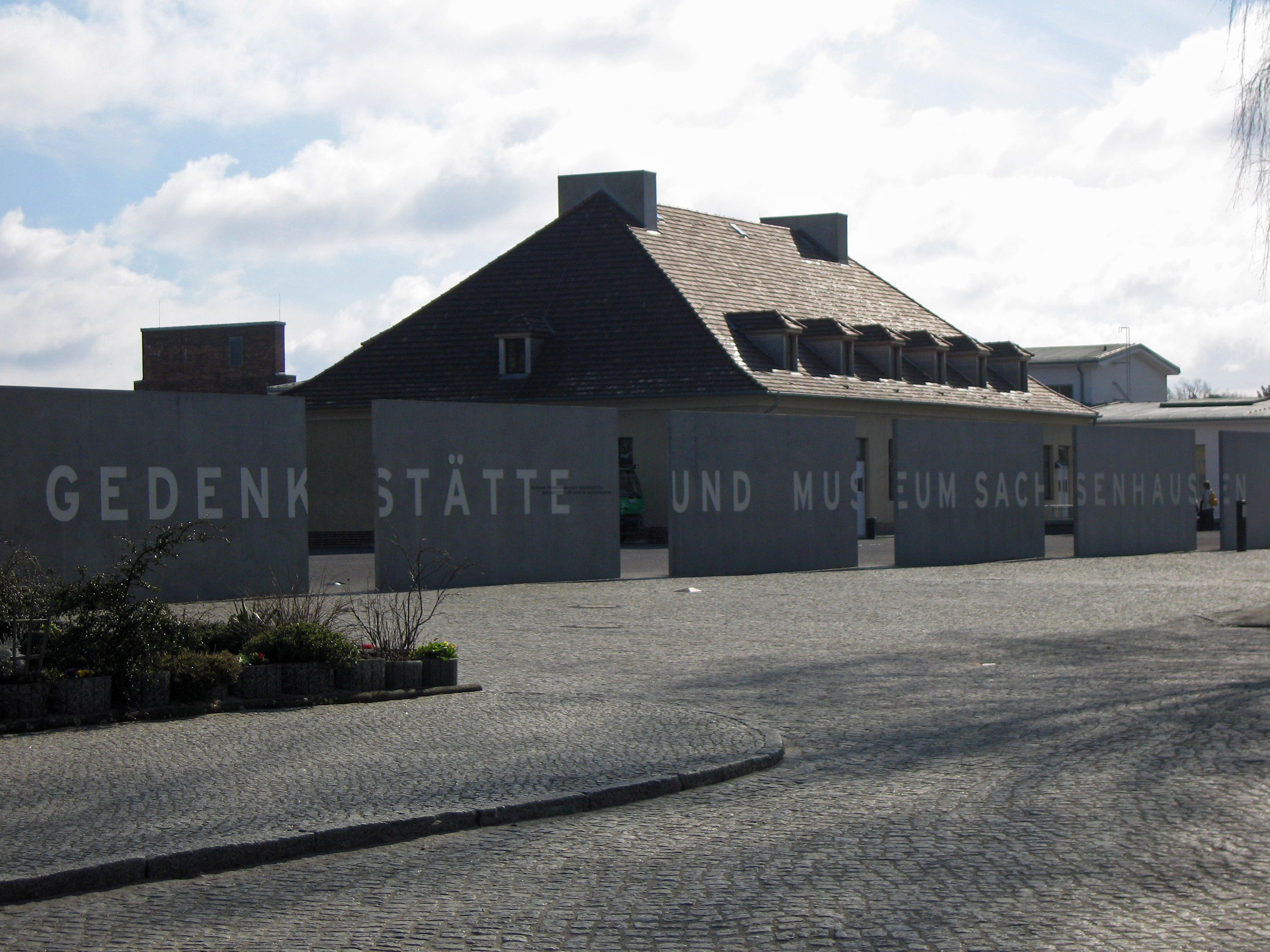
Besucherzentrum der Gedenkstätte und Museum Sachsenhausen

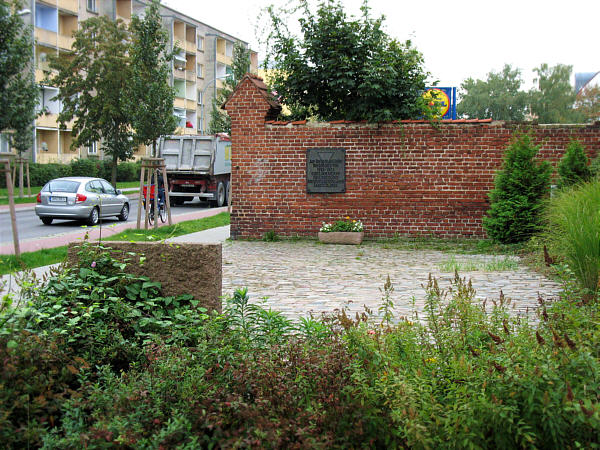
Gedenktafel am Ort des ehemaligen KZ Oranienburg

Die wichtigste und auch international bekannte Gedenkstätte in Oranienburg ist die Gedenkstätte und Museum Sachsenhausen mit verschiedenen Dauerausstellungen zum sogenannten „frühen“ KZ Oranienburg, dem KZ Sachsenhausen und dem sowjetischen Speziallager Sachsenhausen aus der Zeit nach dem Zweiten Weltkrieg. Sie befindet sich auf dem Gelände des ehemaligen KZ Sachsenhausen.
Die Gedenkstätte wurde 1961 als Nationale Mahn- und Gedenkstätte Sachsenhausen zur Erinnerung an die Konzentrationslager eingeweiht. Nach der Wende in der DDR wurde das Konzept der Gedenkstätte grundlegend überarbeitet. In diesem Zusammenhang wurde auch das ehemalige sowjetische Speziallager in die Gedenkstätte integriert. Die Stiftung Brandenburgische Gedenkstätten ist die Trägerin dieser Gedenkstätte und hat ihren Sitz in Oranienburg.
In Ergänzung zu dieser zentralen Gedenkstätte finden sich an relevanten Orten im Stadtgebiet Gedenksteine und Gedenktafeln mit Bezug auf besondere Aspekte der KZ, so z. B. am Ort des KZ Oranienburg an der Berliner Straße; auf dem Stadtfriedhof an der Kremmener Straße für den 1934 im KZ Oranienburg ermordeten Schriftsteller Erich Mühsam (Koordinaten: 52° 44′ 54,2″ N, 13° 13′ 37,9″ O); auf dem Friedhof an der Kremmener Straße für 1200 ermordete Häftlinge des KZ Sachsenhausen sowie etwa 75 Zwangsarbeiter aus mehreren Ländern, die hier begraben sind und am Haus Waldstraße 22 für den kommunistischen Widerstandskämpfer Emil Polesky, der 1941 im KZ Sachsenhausen ums Leben kam. An die Häftlinge des KZ-Außenlagers Auerwerke des KZ Ravensbrück erinnert ein Findling mit Gedenktafel von 1974 an der Lehnitzstraße/Ecke Lindenring. Eine Gedenkmauer an der Schleusenbrücke erinnert an die Häftlinge des KZ-Außenlagers Klinkerwerk. Ein Gedenkort Klinkerwerk zu diesem Außenlager befindet sich in der Aufbauphase.
Für sowjetische Soldaten sowie etwa 250 Zwangsarbeiter und Kriegsgefangene verschiedener Länder wurde bereits 1948/49 an der Ecke Bernauer Straße/Mathias-Thesen-Straße ein sowjetischer Ehrenfriedhof errichtet. Am jüdischen Friedhof in der Kremmener Straße erinnert eine Gedenktafel an die Zerstörung und Schändung durch die Nationalsozialisten. Die Gedenktafel von 1988 für die jüdische Gemeinde und ihr Bethaus befindet sich irrtümlicherweise auf dem benachbarten Grundstück Havelstraße 5.
Zur Erinnerung an die Einzelschicksale von Oranienburgern, die in der Zeit des Nationalsozialismus verfolgt, ermordet, deportiert, vertrieben oder in den Suizid getrieben wurden, wurden an den früheren Wohnorten dieser Menschen Stolpersteine in den Gehweg eingelassen. In Oranienburg gibt es bisher (Stand 2017) 62 Stolpersteine.

## Wirtschaft und Infrastruktur

### Unternehmen

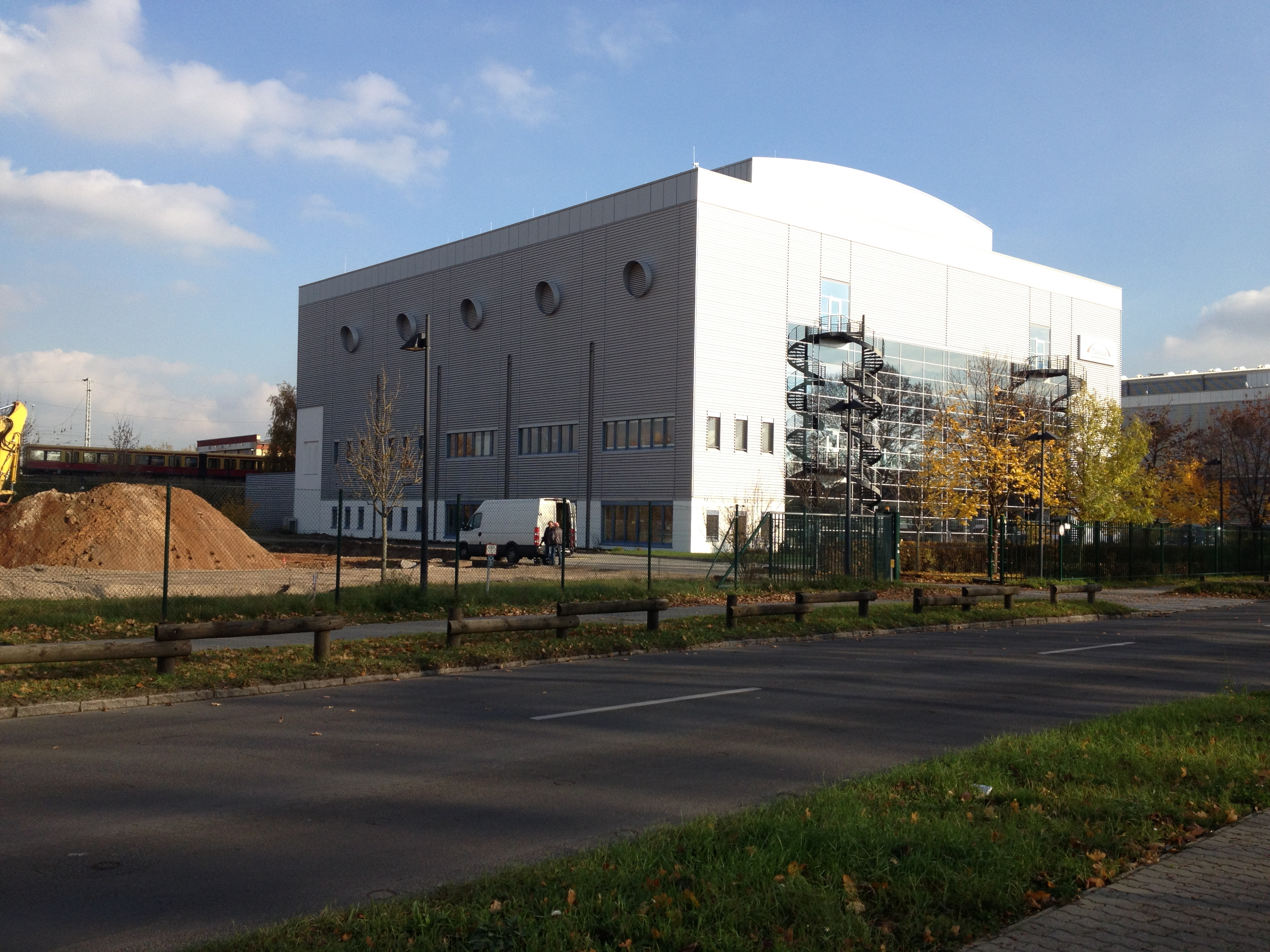
Halle der Takeda Pharmaceutical Company in Oranienburg

In Oranienburg gibt es eine Niederlassung der Takeda Pharmaceutical Company für die Entwicklung und Produktion pharmazeutischer Produkte und damit zusammenhängender Dienstleistungen. Die ORAFOL Europe GmbH entwickelt und produziert mit über 850 Mitarbeitern selbstklebende Spezialfolien, das Unternehmen exportiert seine Produkte in mehr als 70 Länder und ist in seiner Branche Weltmarktführer. Das dänische Unternehmen Genan (Altreifenrecycling) und der Hersteller von Kunststoffprodukten Plastimat prägen maßgeblich die wirtschaftliche Basis der Stadt. Im Gewerbegebiet Süd an der B 96 befindet sich ein Logistikzentrum der Rewe-Gruppe mit mehr als 500 Beschäftigten.
Bis 2016 betrieb die französische Firma Pneu Laurent ein Werk zur Reifen-Runderneuerung in Oranienburg. Vorher (bis 1990) betrieb der VEB Reifenwerk Oranienburg des Reifenkombinats Fürstenwalde das Werk.
Der Wirtschaftsstandort Oranienburg ist Teil eines von 15 regionalen Wachstumskernen im Land Brandenburg.

### Verkehr

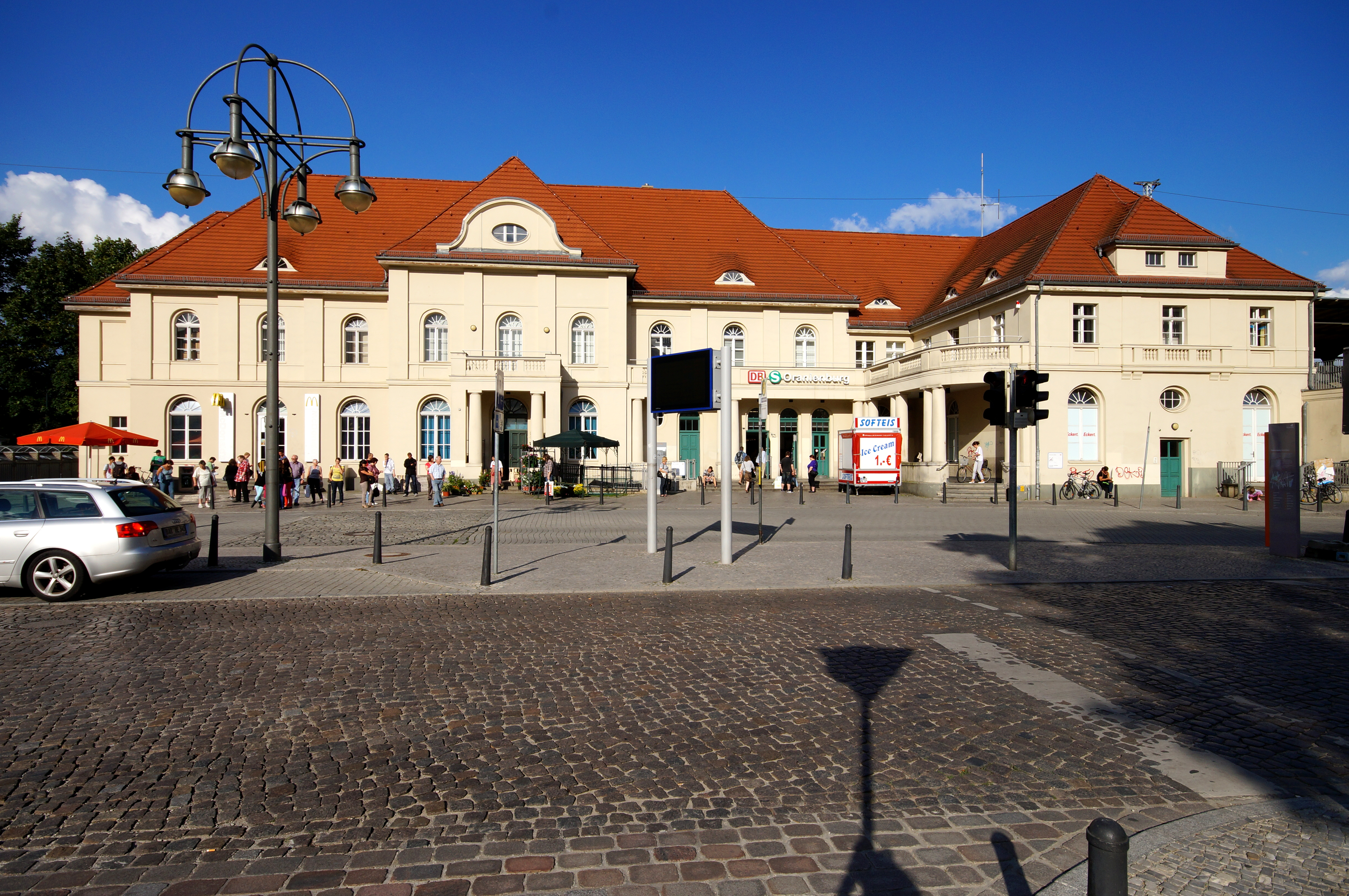
Bahnhof Oranienburg

Karte der Wasserwege um Oranienburg

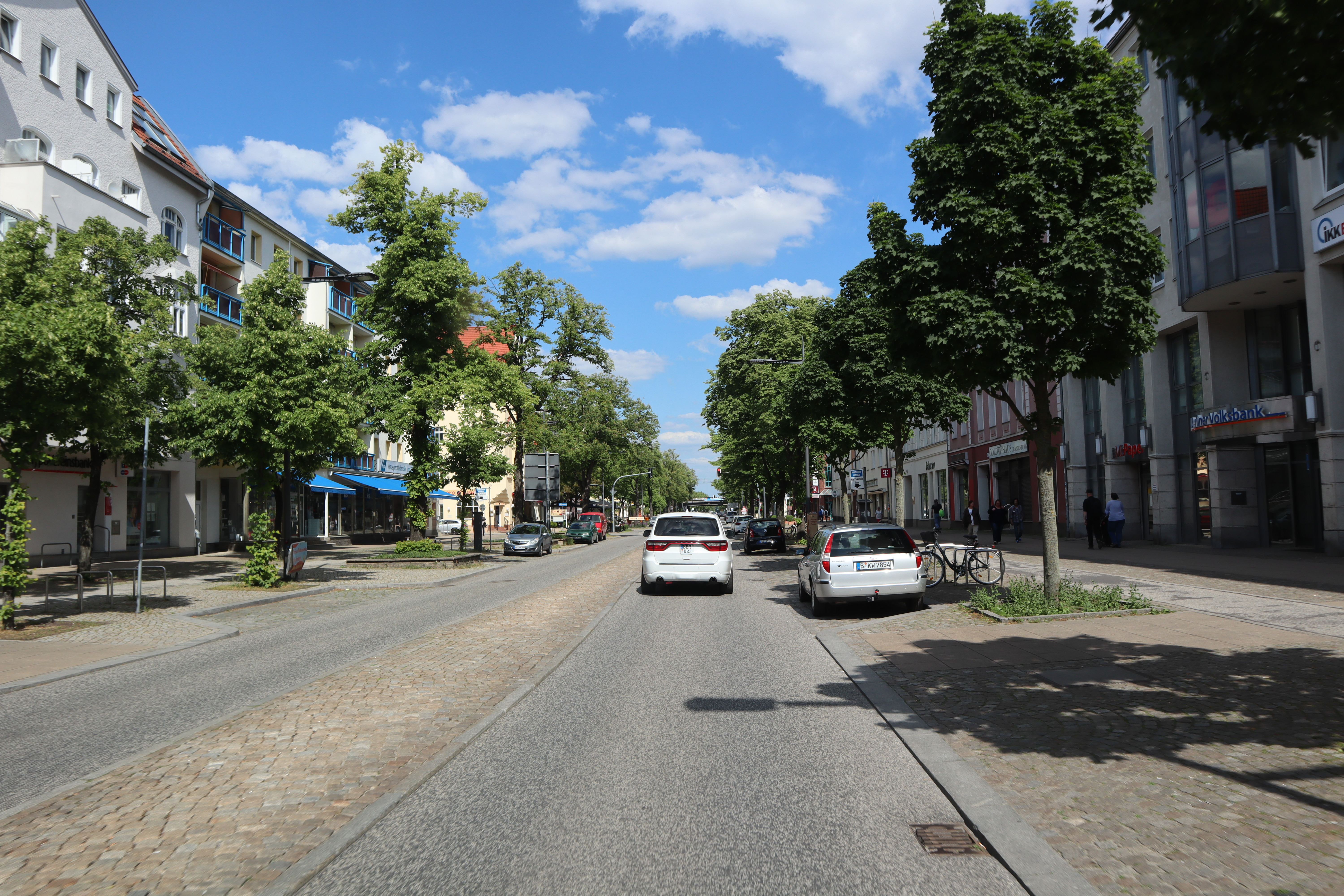
Bundesstraße 273, Bernauer Straße

Der Bahnhof Oranienburg ist ein Bahnhof der Kategorie 3 und liegt an der Berliner Nordbahn von Berlin nach Stralsund. Hier halten Fernverkehrszüge der IC-Linie 17 der Deutschen Bahn im Zwei-Stunden-Takt und verbinden die Stadt direkt mit Rostock, dem Flughafen BER und Dresden. Im Nahverkehr des VBB liegt der Bahnhof im Tarifbereich Berlin C und ist ein Endpunkt der S-Bahn-Linie S1 von Wannsee. Mit der stündlich verkehrenden Regional-Express-Linie RE 5 Rostock/Stralsund–Berlin Hbf–Berlin Südkreuz ist das Zentrum Berlins in einer halben Stunde erreichbar. Es verkehren zusätzlich die Regionalbahnlinien RB 12 (Templin–Berlin Ostkreuz), RB 20 (Oranienburg–Potsdam Hbf–Potsdam Griebnitzsee) und RB 32 (Oranienburg–Berlin Ostkreuz–Schönefeld (b Berlin))
Neben dem Bahnhof in Oranienburg gibt es den Haltepunkt Sachsenhausen an der Regionalbahnlinie RB 12. Die Ortsteile Schmachtenhagen und Wensickendorf sind über die Heidekrautbahn mit Berlin-Karow verbunden. Im Ortsteil Lehnitz hält die S-Bahn-Linie S1.
Der Bahnhof Fichtengrund an der Nordbahn und der Haltepunkt Zehlendorf (b Oranienburg) an der Heidekrautbahn wurden nach 1990 geschlossen. Die Nebenstrecken nach Kremmen (Teil der Umgehungsbahn) mit den Stationen Oranienburg Süd, Eden und Germendorf und nach Velten über Germendorf Süd sowie zwischen Fichtengrund und Schmachtenhagen sind stillgelegt und teilweise abgebaut.
Der öffentliche Personennahverkehr wird unter anderem durch den PlusBus des Verkehrsverbunds Berlin-Brandenburg erbracht. Folgende Verbindung führt, betrieben von der Oberhavel Verkehrsgesellschaft, ab Oranienburg:
- Linie 825: Oranienburg ↔ Schmachtenhagen ↔ Wensickendorf ↔ Wandlitz ↔ Bernau

Im Ortsteil Germendorf ist die Oberhavel Verkehrsgesellschaft ansässig. Sie ist ein regionales Busunternehmen im Eigentum des Landkreises und Mitglied im VBB. Das Unternehmen betreibt mit 100 Bussen 42 Linien, hauptsächlich im Landkreis Oberhavel. Oranienburg ist ein zentraler Verknüpfungspunkt mehrerer Buslinien des Unternehmens untereinander und mit der Berliner S-Bahn bzw. dem Bahn-Regionalverkehr.
Die wichtigsten Wasserstraßen sind der Oder-Havel-Kanal mit dem Lehnitzsee, der Oranienburger Kanal, der Ruppiner Kanal und die Havel. Nordwestlich der Stadt bilden Oranienburger und Ruppiner Kanal das Kanalkreuz Oranienburg. Schleusen im Stadtgebiet sind die Schleuse Lehnitz im Oder-Havel-Kanal, die Schleuse Pinnow im Oranienburger und die Tiergartenschleuse im Ruppiner Kanal. Nicht funktionsfähig sind die Schleusen Sachsenhausen, Friedenthal und Malz, wobei von Seiten der Stadt über eine Instandsetzung und Wiederinbetriebnahme diskutiert wird, um die Infrastruktur für den zunehmenden Wassertourismus zu verbessern.
Der Radfernweg Berlin–Kopenhagen verläuft durch die Stadtteile Lehnitz, Stadtzentrum, Friedrichsthal und Schmachtenhagen (Wohnplatz Bernöwe).
Durch die Stadt führt in West-Ost-Richtung die Bundesstraße 273 von Nauen nach Wandlitz. Die Bundesstraße 96 umgeht auf einer vierstreifigen Trasse den Stadtkern im Westen, vier Anschlussstellen sorgen für die Verbindung zur Stadt. Südlich von Oranienburg endet die B 96 am Autobahnkreuz Oranienburg und verbindet hier die Stadt mit der Bundesautobahn 10 (nördlicher Berliner Ring) und der Bundesautobahn 111 (Zubringer Oranienburg der Berliner Stadtautobahn). An der Anschlussstelle Birkenwerder der A 10 führt die B 96 weiter in Richtung Berlin.
Die Stadt liegt an der deutsch-niederländischen Ferienstraße Oranier-Route.

### Medien
In Oranienburg erscheinen als Tageszeitungen der Oranienburger Generalanzeiger und eine Lokalausgabe der Märkischen Allgemeinen. Im Ortsteil Zehlendorf befand sich eine große Rundfunksendeanlage für LW, MW und UKW mit einem der leistungsstärksten Langwellen-Sender Europas. Der letzte Sendemast wurde am 25. März 2017 gesprengt. Von März 2005 bis 2009 sendete aus der T. U. R. M. Erlebniscity der Radiosender oldiestar* ein Rundfunkprogramm für Brandenburg und Berlin. Über das Kabelnetz informiert der lokale Fernsehsender OHV-TV aus der Region.

### Bildung

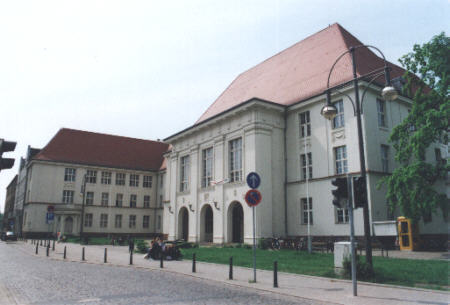
Runge-Gymnasium Oranienburg

Es gibt in Oranienburg 20 Schulen und 9 Weiterführende Schulen. Zu den allgemeinbildenden Schulen in Oranienburg gehören unter anderem das Runge-Gymnasium, das Louise-Henriette-Gymnasium und die Torhorst-Gesamtschule.
Die Hochschule der Polizei des Landes Brandenburg führt die Polizeiausbildung für den mittleren, gehobenen und höheren Polizeivollzugsdienst für die Polizei Brandenburg durch. Das erste Studienjahr für den höheren Dienst wird hier gemeinsam für die brandenburgische und die Berliner Polizei durchgeführt. Seit 2006 lässt auch die Polizei des Deutschen Bundestages Polizisten in Oranienburg ausbilden.

### Sport
Die Fußballvereine Oranienburger FC Eintracht und TuS 1896 Sachsenhausen spielen in der Saison 2024/2025 in der Brandenburg-Liga. Weitere Oranienburger Sportvereine sind der Oranienburger HC, der TSV 1997 Oranienburg, der VSV Havel Oranienburg, der Schachclub Oranienburg, der SV Athletik Oranienburg, die DLRG-Ortsgruppe Oranienburg und die Tanzschule Tiphop vom Familiensportverein Oberhavel.

## Persönlichkeiten

### Ehrenbürger
Die Liste der Ehrenbürger von Oranienburg umfasst 20 Personen, dazu gehören
- 1838: Karl von Paschwitz (1793–1872), preußischer Offizier
- 1883: Georg Scharnweber (1816–1894), preußischer Politiker
- 2000: W. Michael Blumenthal (* 1926), US-amerikanischer Politiker, Direktor des Jüdischen Museums Berlin

### Söhne und Töchter der Stadt
- Tharsander, Pseudonym des evangelischen Pfarrers Georg Wilhelm Wegner (1692–1765)
- Friedrich Gustav Hagemann, Schauspieler und Dramaturg (1760–um 1830)
- Friedrich Ludwig Dulon, Flötist und Komponist (1769–1826)
- Ewald Dittmar, Ingenieur und Vorsitzender des Vereins Deutscher Ingenieure (VDI) (1832–1890)
- Hugo Mittenzweig, Mediziner (1839–1904)
- Oskar Linke, Schriftsteller und Journalist (1854–1928)
- Otto Böckler, Schriftsteller (1867–1932)
- Walter Klamroth, Bankmanager (1873–1946)
- Arthur Neisser, Musikkritiker (1875–1943/1944)
- Emil Franke, Politiker (DNVP), Bezirksbürgermeister in Berlin-Wilmersdorf (1880–1945)
- Wilhelm Kiesow, Reichsgerichtsrat (1881–1938)
- Otto W. A. Schreiber, Reeder (1884–1967)
- Walther Bothe, Physiker und Nobelpreisträger (1891–1957)
- Eta Harich-Schneider, Cembalistin, Musikwissenschaftlerin und Schriftstellerin (1897–1986)
- Wilhelm Dumstrey, Politiker (CDU), Bezirksbürgermeister in Berlin-Wilmersdorf (1899–1990)
- Carl Gustav Hempel, Philosoph (1905–1997)
- Annemarie Norden, Schriftstellerin (1910–2008)
- Klaus Wetzel, Jurist, Richter am Bundesverwaltungsgericht (1921–1999)
- Heinz Fengler, Numismatiker (1923–1999)
- W. Michael Blumenthal, US-Finanzminister, Direktor des Jüdischen Museums Berlin (* 1926)
- Karl-Heinz Schoenfeld, Karikaturist (* 1928)
- Uwe Karsten Groß, Organist und Komponist (1930–2015)
- Waldemar Spender, Kinderbuchautor (1931–1998)
- Harry Jeske, Mitbegründer der Rockgruppe Puhdys (1937–2020)
- Gisela Lindemann, geborene Möller (1938–1989), Literaturkritikerin, -wissenschaftlerin und Rundfunkredakteurin
- Uwe Böschemeyer, Psychotherapeut (* 1939)
- Jürgen Hoika, Vor- und Frühgeschichtler (1941–2005)
- Gert Mattenklott, Komparatist (1942–2009)
- Frank Badur, Maler und Zeichner (* 1944)
- Stefan Döring, Schriftsteller und Übersetzer (* 1954)
- Annett Kruschke, Schauspielerin (* 1964)
- Bernd Eichwurzel, Ruderer, Olympiasieger 1988 (* 1964)
- Kathrin Angerer, Schauspielerin (* 1970)
- Alexander Walke, Fußballspieler (* 1983)
- Marcus Mlynikowski, Fußballspieler (* 1992)
- Presto, bürgerlich Martin Wenzel (1992–2024), Rapper
- Marcel Franz, Radsportler (* 1996)

### Mit Oranienburg verbundene Persönlichkeiten

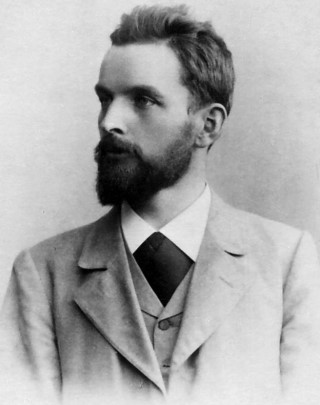
Silvio Gesell (1895)

Häftlinge und Personal des Konzentrationslagers Sachsenhausen finden sich in der Kategorie Häftling im KZ Sachsenhausen bzw. in der Kategorie Personal im KZ Sachsenhausen.
- Luise Henriette von Oranien (1627–1667), Kurfürstin von Brandenburg und Namensgeberin der Stadt Oranienburg, errichtete eine Musterwirtschaft
- Friedrich I. (1657–1713), erster preußischer König, baute Schloss Oranienburg zu Ehren seiner Mutter aus und nutzte es als Sommerresidenz
- August Wilhelm von Preußen (1722–1758), Bruder Friedrichs des Großen und Vater König Friedrich Wilhelms II., gestorben im Oranienburger Schloss
- Friedlieb Ferdinand Runge (1794–1867), Chemiker, gestorben in Oranienburg
- Fritz Skowronnek (1858–1939), Schriftsteller, gestorben in Oranienburg
- Silvio Gesell (1862–1930), Begründer der Freiwirtschaftslehre, verbrachte viele Jahre seines Lebens in Eden und starb dort
- Wilhelm Groß (1883–1974), Bildhauer, Prediger der Bekennenden Kirche, gestorben in Eden
- Friedrich Wolf (1888–1953), Arzt und Schriftsteller, gestorben in Lehnitz
- Inge Müller (1925–1966), Dichterin, Frau des Dramatikers Heiner Müller, lebte zeitweise in Lehnitz
- Kurt Kelm (1925–2009), Übersetzer, lebte von 1949 bis 2009 in Oranienburg
- Wieland Förster (* 1930), Bildhauer, lebt in Wensickendorf
- Tim Zimmermann (* 1969), Politiker (AfD), Mitglied der Stadtverordnetenversammlung Oranienburg

## Film
- Atomwettlauf – Das Geheimnis der Bombardierung Oranienburgs. Dokumentarfilm, Deutschland, 2012, 29:46 Min., Buch und Regie: Wolfgang Albus, Thomas Claus, Maren Schibilsky, Moderation: Hellmuth Henneberg, Produktion: rbb, Reihe: Ozon unterwegs, Erstsendung: 26. März 2012 beim rbb, Inhaltsangabe des rbb, youtube.com.